# بحيرة غار الملح

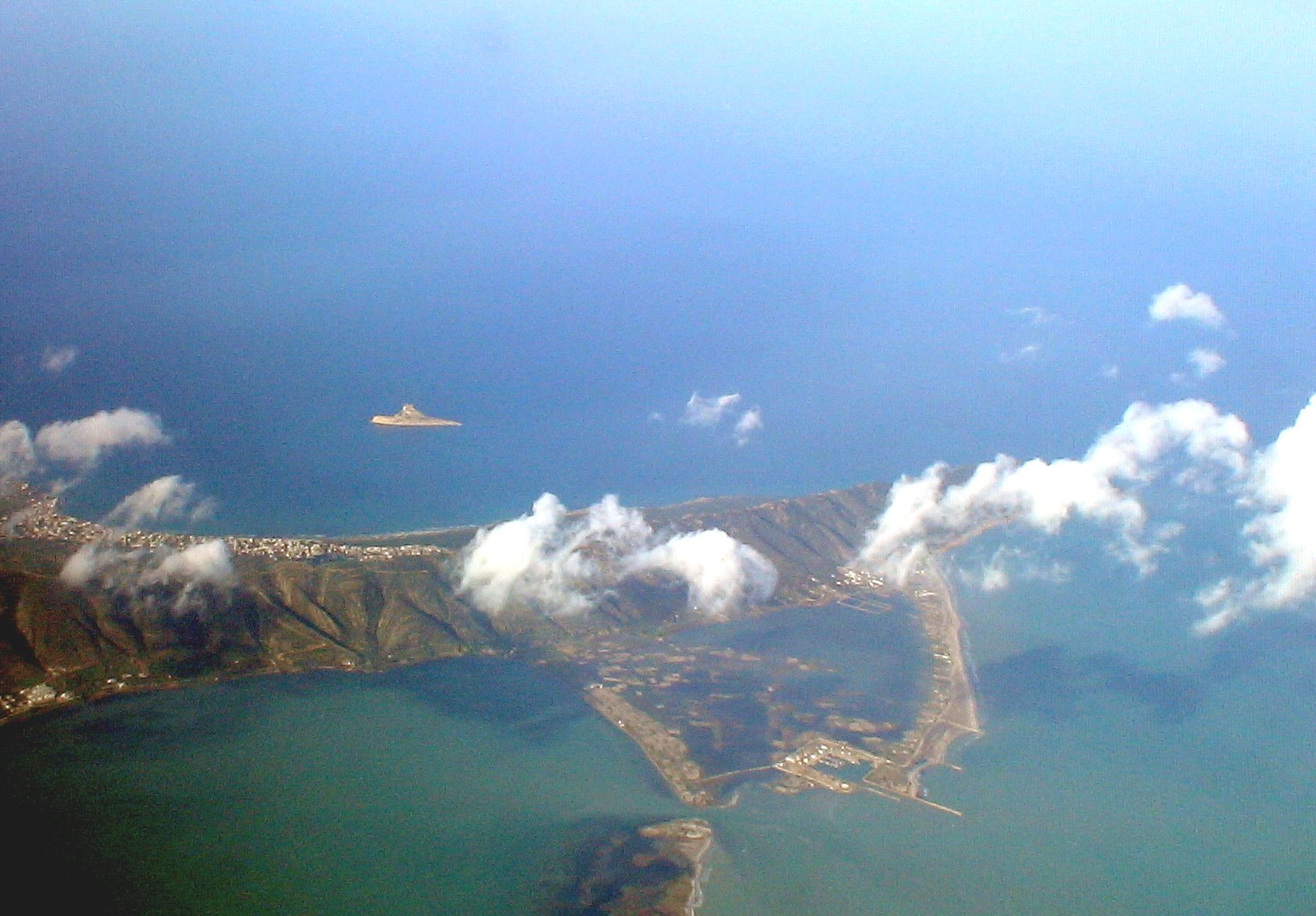
صورة جوية تظهر رأس الطرف وبحيرة غار الملح (على اليسار في الأسفل) وسبخة سيدي علي المكي (في الوسط)

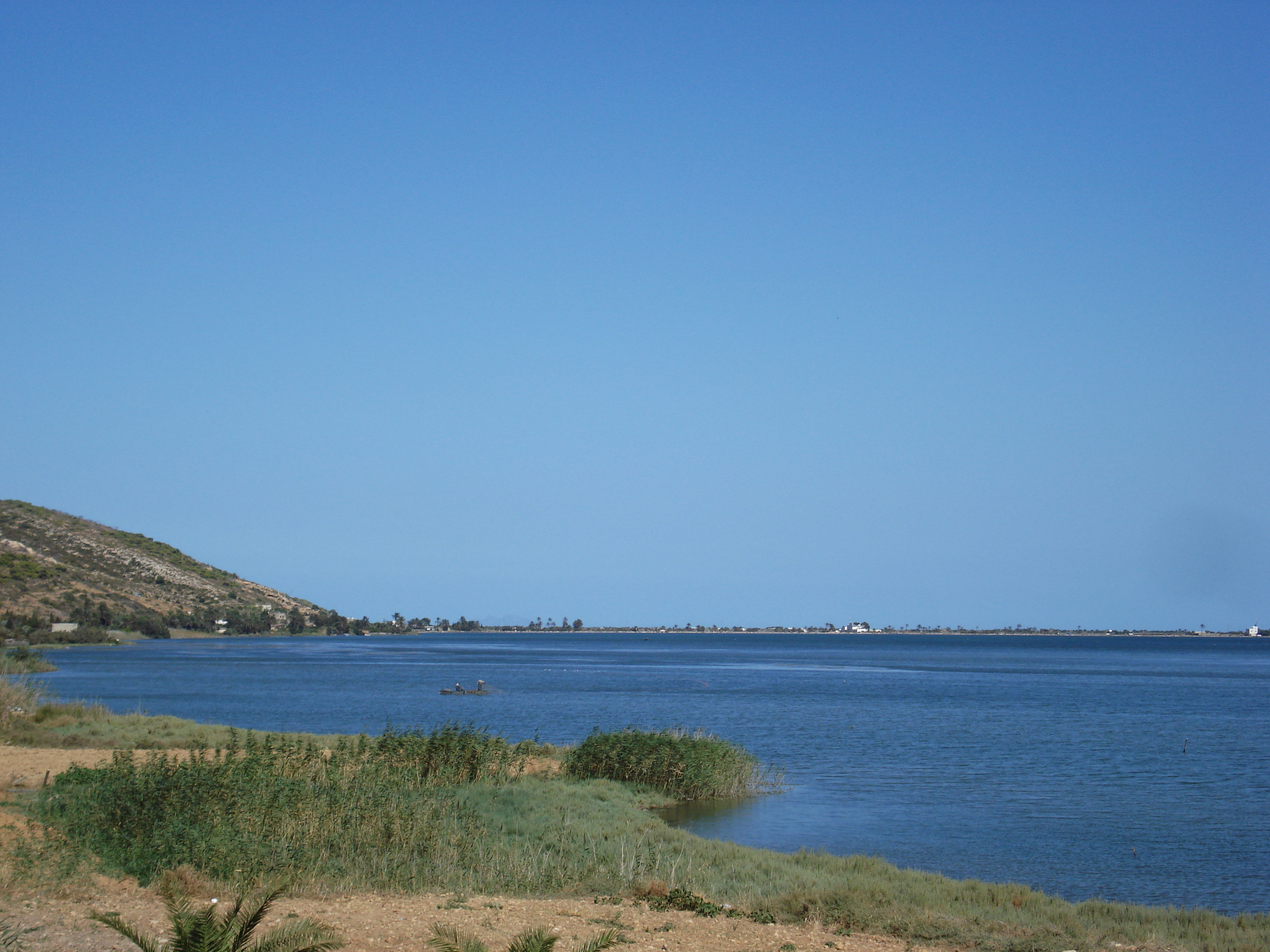
بحيرة غار الملح

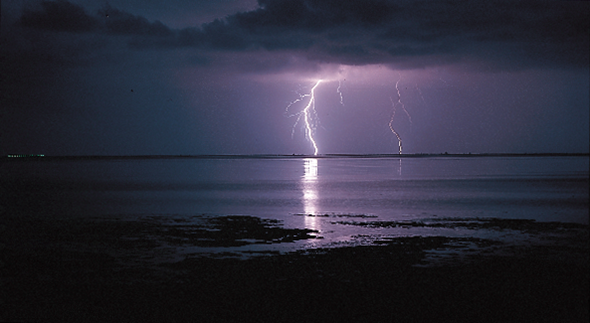
صورة برق قرب بحيرة غار الملح ليلاً

بحيرة غار الملح بحيرة ساحلية تقع شمال البلاد التونسية، وتبلغ مساحتها 10168 هكتارا وهي تتبع إداريا ولايتي بنزرت وأريانة. ويحاذي قسمها الأكبر البحر الأبيض المتوسط. وهي من السباخ القليلة المرتبطة مباشرة بالبحر. ترتادها أنواع عديدة من الطيور المائية فضلا عن الأسماك.